# Tania Ruiz Gutiérrez

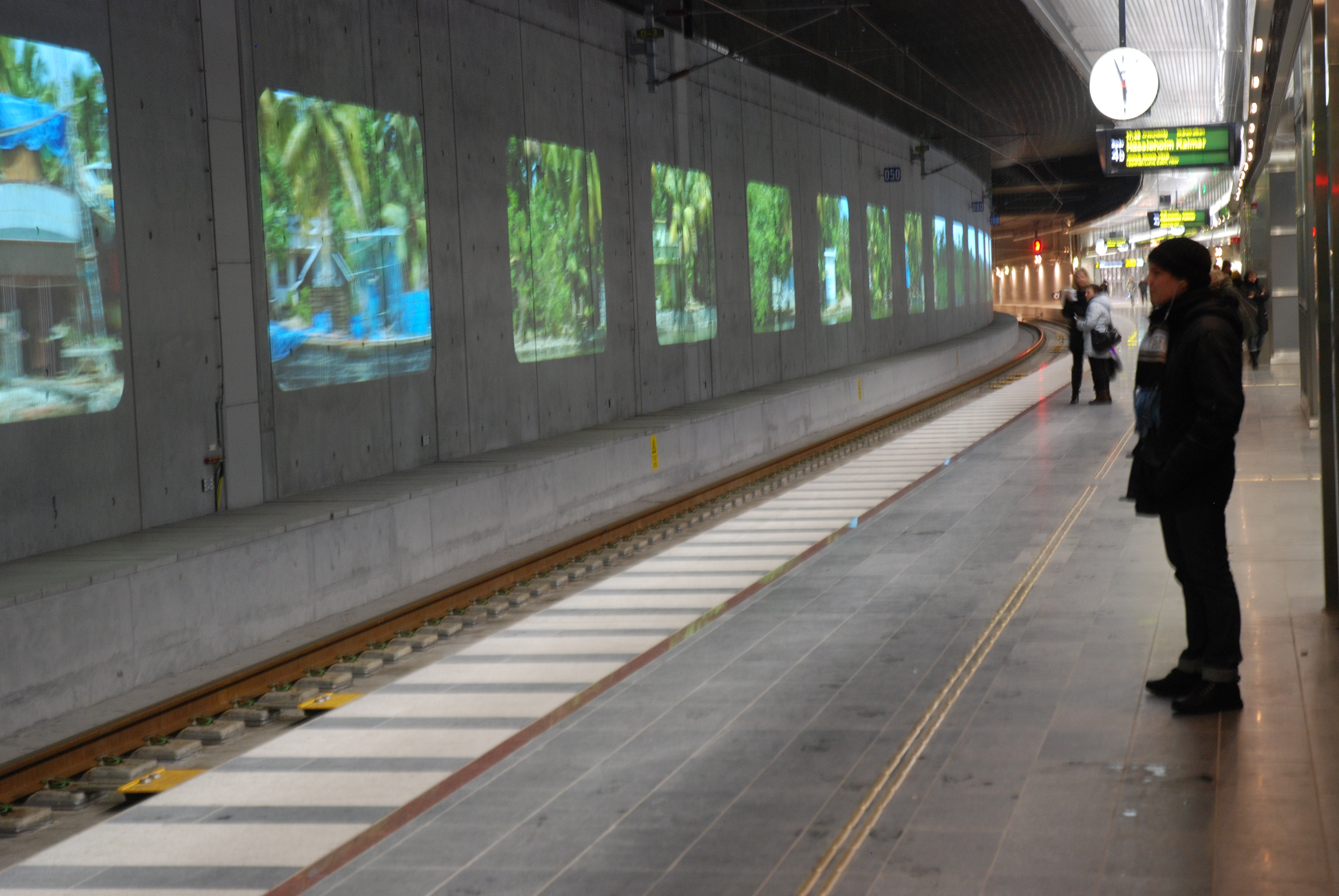
Videoinstallationen Annorstädes på Malmö C Nedre

Tania Ruiz Gutiérrez, född 1973 i Chile, är en colombiansk-fransk videokonstnär.

## Biografi
Tania Ruiz växte upp i Bogotá i Colombia. Hon utbildade sig till filmare i Colombia och studerade konst på Mallorca. Hon tog en konstnärlig doktorsexamen vid Université Paris 1 Panthéon-Sorbonne i Frankrike 2004 med avhandlingen Studies about Time and Space in Moving Images. Hon bor och arbetar i Paris sedan 1999, där är hon docent vid l'Université Paris-VIII/Vincennes-Saint-Denis.
Tania Ruiz arbetade i Malmö 2004/05 som gästlärare på K3, institutionen för Konst, Kultur och Kommunikation vid Malmö Högskola. Hennes videoinstallation Annorstädes på Malmö centralstation nedre fick "särskilt omnämnande" av prisjuryn för European Prize for Urban Public Space 2012.
| ”             | Jag var särskilt intresserad av de teoretiska och praktiska aspekterna av dimensionerna tid och rum i film. Det offentliga rummet har varit centralt i mina konstverk, först som ämnet för dem, och sedan som själva arenan för mina verk. | „ |
| – Tania Ruiz> | |   |

Hon blev hedersdoktor vid Malmö högskola i oktober 2013.

## Offentliga verk i urval
- installation Annorstädes, 46 projektioner som sträcker sig 360 meter utmed väggarna till Malmö centralstation nedre, den dittills största videoinstallationen i Europa, 2006–10
- videoskulpturen Garde-temps, under Cambie Street Bridge vid West Second Avenue i Vancouver, 2010, en del av det olympiska konstprogrammet[2]